# Autostrada M10 (Wielka Brytania)
Autostrada M10 (ang. M10 motorway) – dawna brytyjska autostrada w hrabstwie Hertfordshire w Anglii, o długości około 3 mil (4,5 km). Biegła od węzła nr 7 autostrady M1 w pobliżu Hemel Hempstead do węzła Park Street Roundabout z drogą A414 North Orbital Road, na południe od St Albans.
Otwarta w 1959 roku, została włączona do przebiegu trasy A414 w 2009 roku.

## Historia
M10 oddano do użytku 2 listopada 1959 roku, razem z M1 i M45. Została zaprojektowana i zbudowana przez Tarmac Construction jako część obwodnicy St Albans (razem z M1 między węzłami 5 i 10).
Ówcześnie południowym krańcem M1 był węzeł nr 5 w Berrygrove, skąd główne połączenie z arterią A1 w Londynie odbywało się poprzez obwodnicę Watford, leżącą w ciągu A41. Ponieważ przepustowość dróg A była dużo mniejsza niż autostrady zaistniała konieczność zbudowania łącznika rozdzielającego ruch i zmniejszającego natężenie w Berrygrove. Dlatego wybudowano M10, która prowadziła ruch w kierunku południowym od M1 do A5 (obecnie A5183) i, jako trasa alternatywna, przez North Orbital Road i A6 do obwodnicy Barnet w ciągu A1.
M45 pełniła podobną funkcję na przeciwległym końcu autostrady M1, przez co bywa uznawana za „siostrzaną” względem M10.
W późniejszych latach wraz z wydłużaniem M1 na południe w stronę Londynu i budową arterii M25 pierwotny sens istnienia M10 stopniowo zanikał. Od czasu do czasu pojawiały się propozycje przedłużenia M10 do węzła 22 pierścienia drogowego Londynu, których nigdy nie rozważano.

## Degradacja
W grudniu 2008 roku zakończono rozbudowę M1 między M25 a Luton, w ramach której powstały jezdnie zbiorczo-rozprowadzające łączące węzeł 8 w Hemel Hempstead z węzłem 7 i M10. W związku z tym, że umożliwiło to przejazd między Hemel Hempstead a Park Street Roundabout z pominięciem M1, nie było dalszej potrzeby utrzymywania M10 jako autostrady. W konsekwencji, 1 maja 2009 r. M10 została zdegradowana do drogi A i włączona do przebiegu A414. Numer M10 został uwolniony i może być wykorzystany ponownie w przyszłości. Ponadto dzięki temu ciężarówki będą mogły zatrzymać się na drodze celem oczekiwania na wjazd do planowanej towarowej stacji kolejowej. W przeciwnym razie, gdyby stacja powstała, a droga nadal posiadałaby klasyfikację autostrady, pojazdy ciężarowe nie miałyby gdzie czekać.

## Węzły
| Autostrada M10              |       |                                                          |
| Wyjazd w kierunku zachodnim | Węzeł | Wyjazd w kierunku wschodnim                              |
| The NORTH M1                | M1 7  | Początek autostrady                                      |
| Początek autostrady         | 1     | Hatfield A414 St Albans, Radlett A5183 Bricket Wood A405 |